# ぱじ
『ぱじ  Momo-chan's grandfather "Paji"』は、村上たかしによる日本の漫画作品。集英社の『週刊ヤングジャンプ』に1999年から2004年にかけて連載された4コマ漫画。
平成12年度 第4回文化庁メディア芸術祭マンガ部門優秀賞受賞。
2013年3月27日に、テレビ東京でテレビドラマ化された（後述）。

## 概要
阪神・淡路大震災を経験した著者が「家族との平凡な毎日こそ、この上ない宝物」との思いで執筆した作品という。
「ナマケモノが見てた」など、やや毒気のあるギャグ漫画を描いてきた著者は「これまで『笑えるもの』を標榜し続けて十四年、ここへきてふと、『他愛のない、うつくしい話』を描いてみたくなったんです」「自分なりに心から愛しいと思えるもの、描きたい設定を考えてみたら、老人と子どもの二人暮らしになってしまいました。結果、はからずも本作は『欠損家庭のありよう』や『高齢者の生活、生きがい』といったかなりの難問を内包しています」と語っている。
単行本は2005年までに全9巻が発行されたが、2011年5月に選り抜きエピソードをまとめて描き下ろしやイラストを加えた「愛蔵版」全1巻が発行された。この際、同じ著者の作品を原作とする映画『星守る犬』の主演を務めた俳優西田敏行は「大人も子どもも人は互いに支えられてこそ生きられる。漫画に描かれる2人を見て、自分も人と繋がって生きていると思った」と推薦文を寄せた。
単行本中扉の作品（ぱじの絵や粘土細工、手作りパン等）は村上の長女が作成した物で、単行本9巻（最終巻）では村上が長女に「作品作りを頑張ってくれてありがとう」と感謝のコメントを記していた。
2013年春にテレビ東京系にて伊東四朗と小林星蘭の主演でドラマ化されることが報じられた。

## あらすじ
とある町で、両親を亡くした孫娘ももと、父親代わりとして彼女を育てる祖父茂吉、そしてそれを支える周囲の人々を描く。
表題の「ぱじ」とは、ももが茂吉を「パパ代わりのおじいちゃん」の意味で使う呼び名。

## 登場人物

### 咲田家
咲田 茂吉（さきた もきち）
連載開始時では75歳。娘と娘婿を相次いで亡くし、遺された孫娘のももを親代わりとして引き取り、大事に育てている。
ももの成長を感慨深く思う反面、少しずつ老いる自分と、今後のももの身を案じている。
お人好しで人を騙す事ができない性分。町内会の手品教室でも、観客にタネをバラしてしまう。また涙もろく、絵本の読み聞かせや映画を観て号泣する事も。歌は非常に音痴。
一時は脳内出血で倒れ入院するも、無事回復する。
かつては市電に勤めていた事があり、機械いじりが得意（ただしICが入った機械は苦手）。その腕を活かし、伊達に誘われ修理店を開業する。
咲田 もも（さきた もも）
連載開始時では4歳。誕生日は3月4日。両親を亡くし茂吉と二人暮らしだが、茂吉を「ぱじ」と呼んで慕い、周囲から優しく見守られつつ様々な事を教わり成長していく。
どんな事でも楽しむポジティブな明るさを持つしっかり者で、茂吉や友達を気遣ったり、時には冷静にツッコミをする事もある。
バナナやカレーライスが大好物で、バナナに貼ったシールを集めている。茂吉が耳が遠いため、普段から声が大きい。遺伝からか非常に音痴。
保育園に通っていたが、後に（単行本7巻から）小学校に入学。
ガメ
咲田家のペットであるミシシッピアカミミガメ。
茂吉が自分が亡き後も孫を見守ってくれると思い、ペットショップで購入した（始めに購入した亀は翌日死んだ為、ももが交換した）。
さんざんな目に遭わされている為、名前を呼ぶと逃げる習性がついた。
さくら
茂吉の娘でももの母親。故人。幼少期はももにそっくりな顔で、男の子向けの怪獣フィギュアを集めていた模様。
生前に、ももへのメッセージや誕生日プレゼントを用意していた。

### 近隣の住民
伊達 銀二（だて ぎんじ）
咲田家の隣に住む発明家。年齢の割に道楽者で、かつては世界を旅したり、様々な事業に手を付けていたらしい。
マサチューセッツ工科大学博士号を持ち、茂吉とももの会話から、一山当てようと新しいビジネスや発明を思いつく事もある。
娘はアイドルの春日 うらら（55歳の時にできた子供らしい）。自分は家族を捨てた身のため、陰ながら応援している。
「人に使われるのはイヤ」という性分で、茂吉と共に修理店を開業する。
ハルさん
茂吉の茶飲み友達のお婆さん。物知りで、茂吉やももに機転の利いたアドバイスを伝授する。
ももの観ていたアニメ番組の展開やシュールストレミングの開缶方法まで知っているなど雑学も豊富。
裁縫・料理をはじめ、鍼の免状を持っていたり線香花火を自作したりと多才だが、絵画や造形は苦手。
茂吉にひそかな想いを寄せている。
よもぎ
ハルの孫娘。大学生からハルの家に居候する。
栗本を「サルに祟られたロックンローラー」（栗本が彼女の前で赤面する事や「六浪」をごまかすためついた嘘）と信じ込んでいる。
栗本 幸夫（くりもと ゆきお）
大学受験に落ち続け、六浪までしている青年。
伊達が勉強を教える師匠役につくものの、要領が悪く空気も読むことも下手で、しばしば呆れさせる言動をとる。
よもぎに一目惚れし、彼女が通う大学の学園祭で告白するが振られてしまう。
ママ
伊達の行きつけのスナック“うつぼかずら”のママ。迫力のある顔で、ももに「自分で倒した毛皮を着ている」と思われた。
若い頃はレースクイーン志望だったらしい。

### 保育園・小学校
南 ヨリ（みなみ ヨリ）
ももが通う保育園に転入し、ももの親友になった女の子。小学校でもクラスメイトとなる。
家は8人兄弟・13人暮らしの大家族で、大家族もののテレビ番組『南さん家が大変だぁー!!』に出ている。
南家では兄弟にお下がりを回せるように、持ち物の名前部分に大きく余白を取ってあったり、かまくらを「増築」と呼んでいたりする。
「カエル顔」と呼ばれるのを気にしている。
ノリくん
ももが通う保育園・小学校のクラスメイトの男の子。
やんちゃで大ざっぱな性格。奔放な行動で周りを戸惑わせる。
薔薇園 ミキ（ばらぞの ミキ）
ももが二年生になってからクラスメイトになった女の子。売れっ子子役でもあり負けず嫌い。
すみれ
ももが通う保育園の保母。自身も男手一つで育てられたらしく、咲田家には思い入れがある。
海野 もくず（うみの もくず）
ももが通う小学校の担任教師。1年3組担当。ネガティブな性格で、家庭訪問では行く先々で動物に噛み付かれる。梅雨時には体に菌糸が生える。
山野 こりす（やまの こりす）
身長145センチと小柄な教師で、校内見学や卒業式では六年生の児童達からいじられてしまう。1年1組担当。
畑野 めぐみ（はたけの めぐみ）
こりすとは逆に大柄な教師。1年2組担当。
給食のおじさん
小学校の給食室で働く、職人気質のがんこ親父。作る給食は美味しく評判だが、いかつい顔のため初めて会う一年生は失神者が続出する。

### サルスベリ総合病院
杉村（すぎむら）さん
茂吉が病院へ入院した時に出会った患者。オネエ口調で、自らおかまと告白している。
長年入院しているため、病院の“主（ぬし）"と呼ばれる存在になっており、医師以上に病院の知識や内情に詳しい。院内で文化祭・運動会・卒業式などの行事も仕切る。
双子の弟で、兄弟共に「おすぎ」（名字の“杉村”から）と呼ばれている。
鮎（あゆ）ちゃん
ギャル風の入院患者で病院のファッションリーダー。「厚底松葉杖」や「ドス黒メイク」を流行させた事もある。
木下 豊（きのした ゆたか）
医師。色白で患者以上に病弱。酒に酔うと泣き上戸になる。
院長
杉村さんの言動に翻弄されながらも、院内の行事には神輿を担いだり積極的に参加している。

## 書誌情報
- 村上たかし『ぱじ  Momo-chan's grandfather "Paji"』集英社<ヤングジャンプ・コミックス>、全9巻
  1. 第1巻（2000年2月23日発行） ISBN 978-4088758817
  2. 第2巻（2000年10月24日発行） ISBN 978-4088760711
  3. 第3巻（2001年5月23日発行） ISBN 978-4088761565
  4. 第4巻（2001年12月15日発行） ISBN 978-4088762432
  5. 第5巻（2002年8月24日発行） ISBN 978-4088763354
  6. 第6巻（2003年4月23日発行） ISBN 978-4088764122
  7. 第7巻（2003年10月22日発行） ISBN 978-4088765082
  8. 第8巻（2004年7月21日発行） ISBN 978-4088766393
  9. 第9巻（2005年2月23日発行）ISBN 978-4088767529
- 村上たかし『ぱじ  Momo-chan's grandfather "Paji"』（愛蔵版）集英社<ヤングジャンプ・コミックス>、全1巻
  - （2011年5月20日発売[7]）ISBN 978-4087823769

## テレビドラマ
ヒューマンドラマスペシャル『ぱじ〜ジイジと孫娘の愛情物語〜』（ぱじ〜ジイジとまごむすめのあいじょうものがたり〜）と題して、テレビ東京系列にて2013年3月27日の21時から23時8分（JST）に放送された。

### キャスト
- 咲田 茂吉〈71〉 - 伊東四朗
- 咲田 もも〈5〉 - 小林星蘭（中学時代：松井ひなた）
- 咲田 もも〈25〉 - 井上真央（特別出演）
- 南 ヨリオ〈5〉 - 須田琉雅
- 南 ヨリオ〈25〉 - 牧田哲也
- 水野 さくら〈享年31〉 - ミムラ
- 水野 研助〈63〉 - 森本レオ
- 水野 和江〈61〉 - 田島令子
- 伊達 銀二〈65〉 - 伊武雅刀
- 青木 ハル〈68〉 - 吉行和子
- 山神 行雄〈62〉 - 三宅裕司（友情出演）
- 進藤 すみれ〈27〉 - 三倉茉奈
- 南 明子 - 西尾まり
- 青木 よもぎ〈15〉 - 宮武美桜
- 相川 肇 - 相島一之
- 医師 - 春海四方
- 勝野 - 飯田基祐
- 高橋 早紀 - 奥田恵梨華
- 小林 あゆみ - 遠藤璃菜

### スタッフ
- 原作 - 村上たかし『ぱじ』（ヤングジャンプ愛蔵版 / 集英社）
- 脚本 - 末安正子
- 監督 - 阿部雄一
- 主題歌 - 福原美穂「THANK YOU」（gr8!records）
- 演出補 - 谷口和彦
- サウンドデザイン - 石井和之
- CG - 小原彰夫
- マジック指導 - 麻友子
- 医療監修 - 井原義二
- 看護指導 - 石田喜代美
- 技術協力 - ビデオスタッフ、フォーチュン、ブル
- 美術協力 - テレビ朝日クリエイト
- 照明協力 - ザ・ホライズン
- チーフプロデューサー - 小川治（テレビ東京）
- プロデューサー - 瀧川治水（テレビ東京）、布施等（MMJ）
- プロデューサー補 - 荒木俊晴
- 製作 - テレビ東京、MMJ

### 放送局・放送時間
| 放送対象地域   | 放送局         | 系列           | 放送日・放送時間             | 備考       |
| -------------- | -------------- | -------------- | ---------------------------- | ---------- |
| 関東広域圏     | テレビ東京     | テレビ東京系列 | 2013年3月27日 21:00 - 23:08  | 制作局     |
| 北海道         | テレビ北海道   | テレビ東京系列 | 2013年3月27日 21:00 - 23:08  | 同時ネット |
| 愛知県         | テレビ愛知     | テレビ東京系列 | 2013年3月27日 21:00 - 23:08  | 同時ネット |
| 大阪府         | テレビ大阪     | テレビ東京系列 | 2013年3月27日 21:00 - 23:08  | 同時ネット |
| 岡山県・香川県 | テレビせとうち | テレビ東京系列 | 2013年3月27日 21:00 - 23:08  | 同時ネット |
| 福岡県         | TVQ九州放送    | テレビ東京系列 | 2013年3月27日 21:00 - 23:08  | 同時ネット |
| 岐阜県         | 岐阜放送       | 独立放送局     | 2013年3月27日 21:00 - 23:08  | 同時ネット |
| 滋賀県         | びわ湖放送     | 独立放送局     | 2013年3月27日 21:00 - 23:08  | 同時ネット |
| 秋田県         | 秋田テレビ     | フジテレビ系列 | 2013年6月8日 12:00 - 14:10   |            |
| 山形県         | 山形放送       | 日本テレビ系列 | 2013年6月15日 14:00 - 16:10  |            |
| 和歌山県       | テレビ和歌山   | 独立放送局     | 2013年6月28日 20:00 - 22:10  |            |
| 愛媛県         | あいテレビ     | TBS系列        | 2013年6月30日 14:00 - 16:06  |            |
| 熊本県         | 熊本放送       | TBS系列        | 2013年8月17日 12:10 - 14:20  |            |
| 新潟県         | 新潟テレビ21   | テレビ朝日系列 | 2013年9月13日 26:25 - 28:35  |            |
| 福井県         | 福井テレビ     | フジテレビ系列 | 2013年12月30日 14:30 - 16:42 |            |
| 石川県         | 北陸朝日放送   | テレビ朝日系列 | 2014年1月3日 15:15 - 17:40   |            |
| 福島県         | 福島放送       | テレビ朝日系列 | 2014年1月4日 13:00 - 15:10   |            |